# Douglas Wilder
Pour les articles homonymes, voir Wilder.
Douglas Wilder, né le 17 janvier 1931 à Richmond (États-Unis), est un avocat et homme politique américain. Petit-fils d'esclaves, il est notamment connu pour être le premier Afro-Américain élu gouverneur d'un État des États-Unis. 
Diplômé de l'université Union de Virginie en 1951, Douglas Wilder est enrôlé dans l'armée américaine pendant la guerre de Corée où il s'illustre en dupant des soldats nord-coréens lors de la bataille de Pork Chop Hill (en). De retour à la vie civile, il travaille un temps comme chimiste au bureau du médecin légiste de Virginie avant de se réorienter professionnellement et d'ouvrir un cabinet d'avocat en 1961.
Membre du Parti démocrate, Douglas Wilder est élu au Sénat de Virginie en 1969. Constamment réélu, il y siège jusqu'en 1986, année où il prend ses fonctions de lieutenant-gouverneur (en), devenant ainsi le premier Afro-Américain de l'histoire de la Virginie à occuper un poste exécutif à l'échelle de l'État. Candidat à l'élection gouvernorale de 1989 (en), Douglas Wilder, alors crédité des trois cinquièmes des intentions de vote dans les sondages, ne bat finalement son adversaire républicain Marshall Coleman (en) qu'avec une très courte avance (moins de 7 000 voix d'écart), donnant lieu à ce qui est parfois appelé l'effet Wilder. La Constitution virginienne lui interdisant de se représenter pour un second mandat, Douglas Wilder quitte son poste de gouverneur de Virginie en 1994. 
Douglas Wilder envisage brièvement de briguer l'investiture démocrate pour l'élection présidentielle de 1992 mais se désiste avant le début des primaires du parti. Par la suite, il envisage de se présenter comme candidat indépendant à l'élection sénatoriale américaine de 1994 en Virginie (en). Finalement, Douglas Wilder ne retrouve des fonctions électives qu'en 2005 après être devenu le premier maire de Richmond (en) élu au suffrage universel direct.

## Biographie

### Jeunesse et formation
Lawrence Douglas Wilder est né le 17 janvier 1931 dans le quartier pauvre de la ville de Richmond connue par ses lois appliquant une stricte ségrégation.  Il est le septième des huit enfants de Robert Wilder (un agent d'assurance) et de Beulah Richards Wilder, une femme qui aimait les livres. Ses grands parents paternels James Wilder et Agnes Johnson Wilder étaient nés dans la condition d'esclave. Il suit sa scolarité primaire à l'école ségréguée de la George Mason Elementary School de Richmond, puis après ses études secondaires à la Armstrong High School (Virginia) (en) il est accepté à la Virginia Union University, une université historiquement noire, toujours à Richmond, où il obtient en 1951 un Bachelor of Science (licence) avec une dominante en chimie. Après l'université il rejoint l'United States Army où il participe à la Guerre de Corée, lors du conflit il reçoit la Bronze Star pour fait d'héroïsme au combat et promu au grade de sergent en 1953. Une fois démobilisé, il travaille dans le bureau du médecin légiste de l’État de Virginie en tant que chimiste. Profitant du G.I. Bill, il reprend ses études universitaires à l'université Howard de Washington (district de Columbia) où il obtient en 1959 le Juris Doctor (master de droit) qui lui permet de s'inscrire au barreau de la Virginie. Durant ses études il fait la connaissance d'Henry L. Marsh (en), le futur maire de Richmond, de Thurgood Marshall et d'autres Afro-Américains auprès desquels il va perfectionner ses compétences en plaidoirie,,,,,,,.

### Carrière
Douglas Wilder commence sa carrière en fondant un cabinet d'avocats le cabinet Wilder, Gregory and Associates en 1961.
Dès le début des années 1960, il rejoint le mouvement des droits civiques, il est profondément non-violent et adhère à la section de la National Urban League de Richmond dont il devient le directeur puis il adhère à la National Association for the Advancement of Colored People (NAACP) où il devient l'un des conseillers juridiques à titre gracieux. Il rejoint également d'autres groupes de défense des droits civiques comme le Red Shield Boys Club dont il devient l'un des membres du bureau d'administration. 
En 1969, il se lance en politique et se présente aux élections sénatoriales de la Virginie sous la couleur du Parti démocrate, il remporte le siège face à deux opposants blancs, faisant de lui le premier sénateur de la Virginie de puis la période dite de la Reconstruction,.
En 1986, il est élu Lieutenant gouverneur de la Virginie. Sachant que sa candidature serait rejetée par les instances blanches du Parti démocrate, par prudence, il a déposé sa candidature plus d’un an à l’avance en 1985. Bien que certains ont recherché un autre candidat blanc, le Parti démocrate se rallie finalement à Douglas Wilder, car s'opposer à lui serait se mettre à dos la base politique afro-américaine du parti,. 
Puis en 1989, il est élu gouverneur de la Virginie,.

### Vie privée
Le 11 octobre 1958, il épouse Eunice Montgomery, le couple donne naissance à trois enfants Loren, Lynn et Lawrence, Jr. (en) Eunice et Douglas Wilder divorcent en 1978,.

## Prix et distinctions
- 1990 : récipiendaire de la Médaille Spingarn, décernée par la National Association for the Advancement of Colored People (NAACP)[11].

## Mémoires
- (en-US) L. Douglas Wilder, Son of Virginia : A Life in America's Political Arena, Guilford, Connecticut, Lyons Press, 1 octobre 2015, rééd. 1 août 2018, 248 p. (ISBN 9781493033706, lire en ligne),

### Note
1. ↑  P.B.S. Pinchbak, le premier gouverneur afro-américain de l'histoire des États-Unis n'a pas été élu mais nommé après la destitution de son prédécesseur en 1872.

## Pour en savoir plus

#### Notices dans des encyclopédies et des ouvrages de référence
- (en-US) Hanes Walton Jr., African American Power and Politics, New York, Columbia University Press, 15 avril 1997, 481 p. (ISBN 9780231104180, lire en ligne), p. 276-277, 294-203,
- (en-US) Encyclopedia of world biography, volume 16 : Vitoria - Zworykin., Detroit, Gale Research, janvier 1998, 540 p. (ISBN 9780787625566, lire en ligne), p. 274-276.
- (en-US) R. Kent Rasmussen (dir.), The African American Encyclopedia, volume 9, New York, Cavendish Square Publishing, 1er août 2001, 2704 p. (ISBN 9780761472087, lire en ligne), p. 2681-2683. ,
- (en-US) Robert C. Smith, Encyclopedia of African-American Politics, New York, Facts on File, 1er mai 2003, 421 p. (ISBN 9780816044757, lire en ligne), p. 389,
- (en-US) Sara Pendergast (dir.), Contemporary Black Biography, Volume 48, Detroit, Thomson Gale, 2 février 2005, 280 p. (ISBN 9780787667368, lire en ligne), p. 164-168.

#### Essais
- (en-US) Donald P. Baker, Wilder: Hold Fast to Dreams: A Biography of L. Douglas Wilder, Seven Locks Press, 1er janvier 1989, 348 p. (ISBN 9780932020802, lire en ligne),
- (en-US) Margaret Edds, Claiming the Dream : The Victorious Campaign of Douglas Wilder of Virginia, Chapel Hill, Caroline du Nord, Algonquin Books of Chapel Hill, juin 1990, 312 p. (ISBN 9780912697857, lire en ligne),

#### Articles
- (en-US) Judson L. Jeffries, « U. S. Senator Edward W. Brooke and Governor L. Douglas Wilder Tell Political Scientists How Blacks Can Win High-Profile Statewide Office », PS: Political Science and Politics, Vol. 32, No. 3,‎ septembre 1999, p. 583-587 (5 pages) (lire en ligne)
- (en-US) Judson L. Jeffries, « Press Coverage of Black Statewide Candidates: The Case of L. Douglas Wilder of Virginia », Journal of Black Studies, Vol. 32, No. 6,‎ juillet 2002, p. 673-697 (25 pages) (lire en ligne),